# Beneckendorffallee
Die  Beneckendorffallee ist eine Straße in Bremen, Stadtteil Vahr, Ortsteil Gartenstadt Vahr, und Stadtteil Hemelingen, Ortsteil Sebaldsbrück. Sie führt in Nord-Süd-Richtung von der Konrad-Adenauer-Allee bis zur Sebaldsbrücker Heerstraße.
Die Querstraßen und Anschlussstraßen wurden u. a. als Konrad-Adenauer-Allee nach dem Politiker (CDU) und ersten Bundeskanzler der Bundesrepublik Deutschland, Steubenstraße nach dem preußischen Offizier und US-amerikanischen Generalmajor Friedrich Wilhelm von Steuben (1730–1794), Julius-Brecht-Allee nach dem Politiker (SPD), Müdener Straße nach einem Ort, Neuenweg vom 19. Jh., Amelinghauser Straße nach einem Ort, Uelzener Straße nach der Stadt, Hohensteiner Straße nach der Stadt in Thüringen, Zeppelinstraße nach dem General und Erfinder des Zeppelins Ferdinand von Zeppelin und Sebaldsbrücker Heerstraße nach  dem Ortsteil; ansonsten siehe beim Link zu den Straßen.

## Geschichte

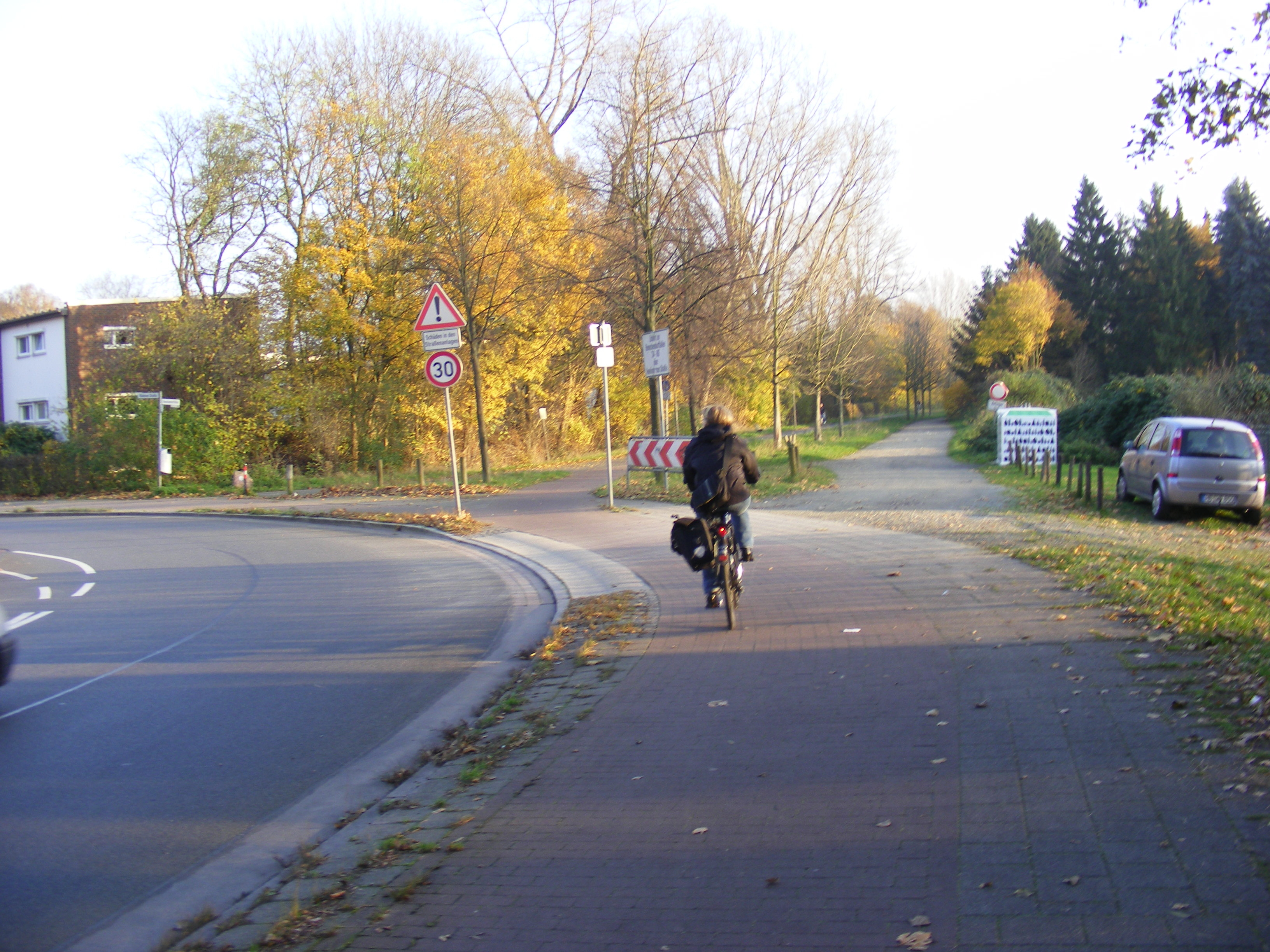
Beginn des Fußgänger- und Radwegs ab der Müdener Straße

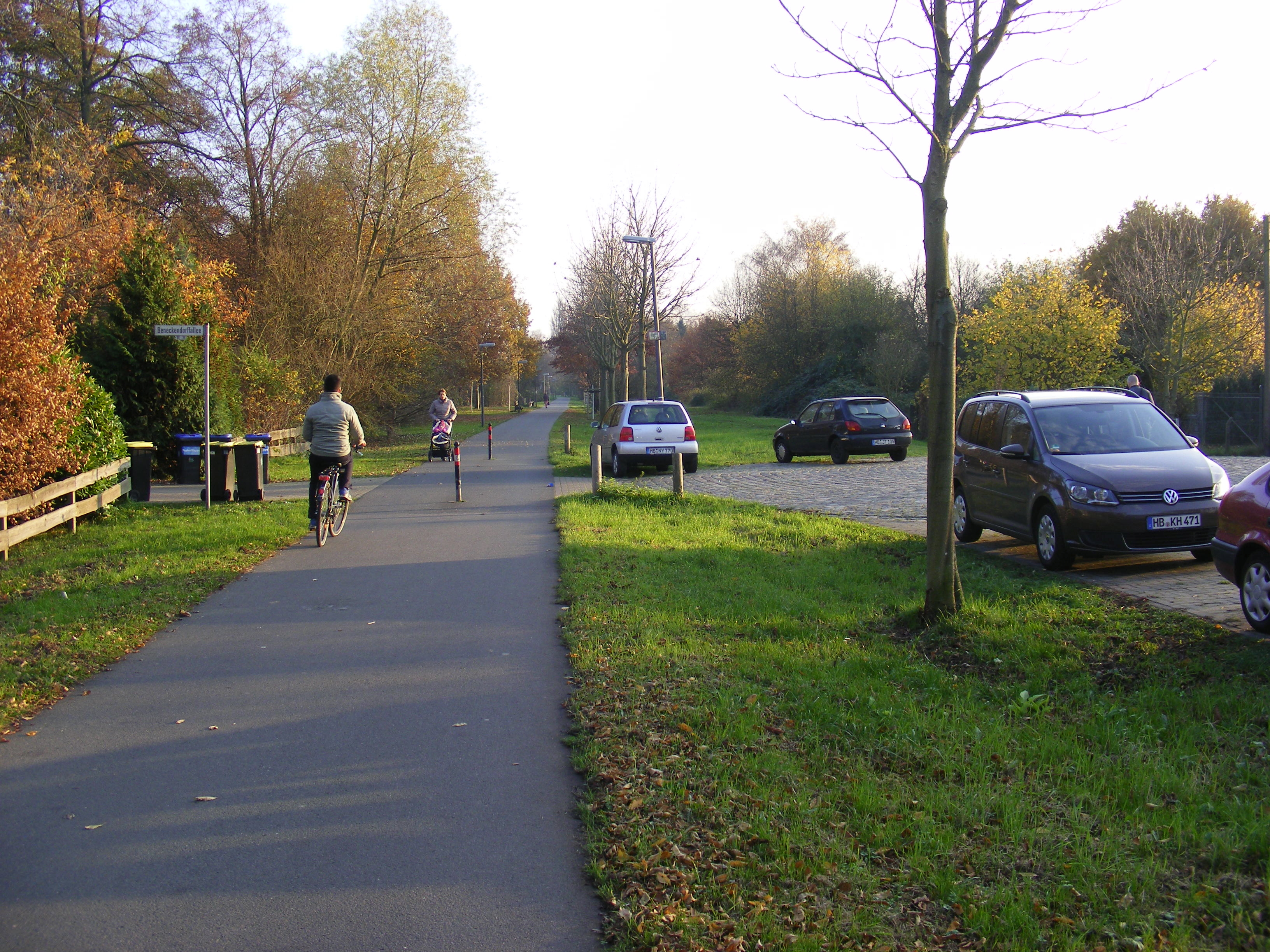
Fußgänger- und Radweg

Die Straße war ursprünglich ein Teil der Hindenburgallee in der Hastedter Feldmark. Diese war ein Sandweg, die Grundstücke wurden landwirtschaftlich oder als Kleingärten genutzt.
1953 wurde der südöstliche Teil in Beneckendorffallee umbenannt. Dieser gehörte damals zu Sebaldsbrück, der westliche Teil zu Schwachhausen. Seit 1959, mit der Gründung des Stadtteils Vahr, gehören beide Teile zum Ortsteil Gartenstadt Vahr. Der westliche Teil der ehemaligen Hindenburgallee heißt seit 1977 Konrad-Adenauer-Allee.

### Name
Die Straße wurde benannt nach Paul von Beneckendorff und von Hindenburg (1847–1934). Er war Generalfeldmarschall im Ersten Weltkrieg, Chef der Obersten Heeresleitung von 1916 bis 1918 und zweiter Reichspräsident der Weimarer Republik. Auch die  Hindenburgstraße wurde in Bremen nach ihm benannt.

### Entwicklung
Die Vahr (1167 Vare, später Voren; Fuhren = Furche) ist ein sehr junger Stadtteil von Bremen. Die Gartenstadt Vahr wurde ab 1956 städtebaulich von Ernst May (Neue Heimat, Hamburg) für die Gewoba geplant; später kamen bei der Planung die Architekten Max Säume und Günther Hafemann (beide Bremen) als Planer hinzu. Danach fand die Realisierung des Wohnbauprojektes bis um 1960 statt.
Die Gartenstadt Vahr hatte 2009 als reines Wohnquartier 7372 Einwohner.  Die Beneckendorffallee führt südlich von der Gartenstadt Vahr und parallel zur Bahnstrecke Bremen-Hannover. Sie ist am Anfang eine zweispurige Straße und danach ab Müdener Straße ein Fuß- und Fahrradweg. Ein in diesem Bereich um 1964 im Rahmenplan vorgesehener Straßenausbau erfolgte nicht.

### Verkehr
Die Straßenbahn Bremen tangiert heute mit der Linie 1 (Huchting – Mahndorf) die Straße an der Julius-Brecht-Allee und mit den Linie 2 (Gröpelingen – Sebaldsbrück) und 10 (Gröpelingen – Sebaldsbrück) an der Sebaldsbrücker Heerstraße.
Im Nahverkehr in Bremen tangiert die Straße die Buslinien 25 (Weidedamm-Süd ↔ Osterholz) an der Julius-Brecht-Allee und 21 (Sebaldsbrück ↔ Universität-Nord) an der Sebaldsbrücker Heerstraße.

## Gebäude und Anlagen
An der Straße stehen zwei- bis viergeschossige Wohnhäuser.
Erwähnenswerte Gebäude und Anlagen
- Zur Seite der Bahnlinie durchgängig Kleingartengebiete und danach Grünanlage
- Ecke Julius-Brecht-Allee: Kleingartengebiet
- Nr. 2 bis Ecke Müdener-Straße: 3- und 4-gesch. Wohnhäuser
- Ab Ecke Müdener Straße bis Amelinghauser Straße: Neun 2-gesch. Reihenhäuser
- Ab Ecke Amelinghauser Straße bis Uelzener Straße: Diverse 2-gesch. Reihenhäuser mit Satteldächern von der Baugesellschaft Bremer Treuhand
- Ab Ecke  Uelzener Straße bis Zeppelinstraße: 3-gesch. Wohnhäuser und 2-gesch. Reihenhäuser mit Walmdächern